# Hockey sur gazon aux Jeux olympiques d'été de 1980
Navigation
Montréal 1976 Los Angeles 1984
Le tournoi olympique de hockey sur gazon lors des Jeux olympiques d'été de 1980 à Moscou voit l'apparition pour la première fois du tournoi féminin.

## Médaillés hommes
| Or     | Inde Allan Schofield (gardien), Bir Bhadur Chettri, Sylvanus Dung Dung, Rajinder Singh, Davinder Singh, Gurmail Singh, Ravinder Pal Singh, Vasudevan Baskaran (capitaine), Sommayya Maneypande, Maharaj Krishan Kaushik, Charanjit Kumar, Merwyn Fernandes, Amarjit Singh Rana, Mohamed Shahid, Zafar Iqbal,Surinder Singh Sodhi. |
| Argent | Espagne Juan Amat, Juan Arbós, Jaime Arbós, Javier Cabot, Ricardo Cabot, Miguel Chaves, Juan Coghen, Miguel de Paz, Francisco Fábregas, José Garcia, Rafael Garralda, Santiago Malgosa, Paulino Monsalve, Juan Pellón, Carlos Roca Jaime Zumalacárregui.                                                                          |
| Bronze | Union soviétique Vladimir Pleshakov, Viacheslav Lampeev, Leonid Pavlovski, Sos Airapetian, Farit Zigangirov, Valeri Belyakov, Sergei Klevtsov, Oleg Zagorodnev, Aleksandr Gusev, Sergei Pleshakov, Mikhail Nichepurenko, Minneula Azizov, Aleksandr Sychyov, Aleksandr Miasnikov, Viktor Deputatov et Aleksandr Goncharov.        |

## Médaillées dames
| Or     | Zimbabwe Sarah English, Maureen George, Ann Grant, Susan Huggett, Patricia McKillop, Brenda Phillips, Christine Prinsloo, Sonia Robertson, Anthea Stewart, Helen Volk, Linda Watson, Elizabeth Chase, Sandra Chick, Gillian Cowley Patricia Davies, Arlene Boxhall.                                                   |
| Argent | Tchécoslovaquie Milada Blazková, Jiřina Čermáková, Jiřina Hájková, Berta Hrubá, Ida Hubáčková, Jiřina Kadlecová, Jarmila Králíčková, Jiřina Křížová, Alena Kyselicová, Jana Lahodová, Květa Petříčková, Viera Podhányiová, Iveta Šranková, Marie Sýkorová, Marta Urbanová Lenka Vymazalová.                           |
| Bronze | Union soviétique Valentina Zazdravnykh, Tatyana Shvyganova, Galina Vyuzhanina, Tatyana Yembakhtova, Alina Kham, Natella Krasnikova, Nadezhda Ovechkina, Nelli Gorbatkova, Yelena Guryeva, Galina Inzhuvatova, Nadya Filippova, Lyudmila Frolova, Lidiya Glubokova, Leyla Akhmerova, Natalia Buzunova, Natalia Bykova. |